# Волковка (Костанайская область)
Волковка (каз. Волков) — село в Фёдоровском районе Костанайской области Казахстана. Входит в состав Костряковского сельского округа. Код КАТО — 396847200.

## Население
В 1999 году население села составляло 254 человека (121 мужчина и 133 женщины). По данным переписи 2009 года, в селе проживало 187 человек (93 мужчины и 94 женщины). По данным переписи 2021 года, в селе проживало 172 человека (79 мужчин и 93 женщины).